# Cultismo
En la tradición filológica del castellano, se llama cultismo a una palabra cuya morfología sigue muy estrictamente su origen etimológico griego o latino, sin sufrir los cambios que la evolución de la lengua castellana siguió a partir de su origen en el latín vulgar. El mismo concepto existe también en otras lenguas romances. Reintroducido en la lengua por consideraciones culturales, literarias o científicas, el cultismo solo adapta su forma a las convenciones ortográficas y fonológicas derivadas de la evolución lingüística, pero prescinde de las transformaciones que las raíces y morfemas padecieron en el desarrollo de la lengua romance.
En algunos casos, los cultismos se emplean para introducir terminología técnica o especializada que, presente en la lengua clásica, no apareció en la romance por falta de uso; es el caso de muchos de los términos literarios, jurídicos y filosóficos de la cultura clásica, como por ejemplo ataraxia (del griego ἀταραξία, "desapasionamiento") o legislar (construida a partir del latín legislator). En otros casos, construyen neologismos, como por ejemplo el nombre de la mayoría de las disciplinas científicas.
No es infrecuente que el término clásico recuperado exista ya, de manera transformada, en el acervo lingüístico. Se producen así dobletes constituidos por una voz morfológicamente hispana y un cultismo introducido con posterioridad; así, por ejemplo, la palabra latina fabrica originó por un lado fragua, con la forma sonora fijada por las leyes de la evolución fonética, y por otro lado el cultismo fábrica, inventado en el siglo XVII con la que se estimaba pronunciación correcta de los términos latinos y un significado a la vez más restringido y abstracto que el original.
Algunos ejemplos de cultismos en castellano son: álbum (en latín album), alien (en latín alien), audio, campus, déficit, hábitat, fábula, fórum, ibídem, ídem, ítem, lapsus, lingua franca, médium, memorándum, ópera, superávit, tedeum, ultimátum, vídeo.
Se introdujeron muchos cultismos en la lengua española durante la Edad Media (por Gonzalo de Berceo, por ejemplo, que tuvo que crear una lengua literaria de la nada) y durante la gran renovación del lenguaje poético realizada por Luis de Góngora y el llamado culteranismo del siglo XVII.
El cultismo no debe confundirse con el latinismo, lo último es una palabra o expresión latina usada en otra lengua (pero no propia de ella), en contextos cultos o elevados.

## Semicultismo
Un semicultismo es una palabra que no evolucionó de la manera esperada, en la lengua vernácula (lengua romance), a diferencia de las palabras patrimoniales; su evolución es incompleta. Muchas veces interrumpidas por influencias cultas (eclesiástica, jurídica, administrativa, etc).  Por el mismo motivo, mantienen algunos rasgos propios de la lengua de origen. Dios es un claro ejemplo de semicultismo, donde provino del latín Deus. Es un semicultismo, porque mantiene (sin adaptarse totalmente a la castellanización, en este caso) algunas características propias de la lengua latina —la terminación en -s—, pero, a la vez, sufre leves modificaciones fonéticas (cambio de eu por io). Deus > Dios (en lugar de mantenerse en cultismo: Deus > *Deus, o de volverse patrimonial: Deus > *Dío). La Iglesia Católica influyó al frenar la evolución natural de este vocablo, y, de este modo, convirtió esta palabra en un semicultismo y evitó, inconscientemente, que se volviera patrimonial.
Otros casos de semicultismos son: fruto (leve evolución del latín fructus —nunca llegó a ser *frucho), legalidad (leve evolución del latín legalitas —a diferencia de su doblete patrimonial lealtad), milagro (leve evolución del latín miraculum —nunca llegó a ser *mirajo), octubre —y su forma en desuso otubre— (leve evolución del latín octobris —en contraste con su desusado doblete patrimonial ochubre y otubre), peligro (leve evolución del latín periculum —nunca llegó a ser *perijo), plegar (leve evolución del latín plicare —a diferencia de su doblete patrimonial llegar), regla (leve evolución del latín regula —en contraste con su doblete patrimonial reja), septiembre (leve evolución del latín septembris —a diferencia de la forma patrimonial setiembre), siglo (leve evolución del latín saeculus —nunca llegó a ser *sejo).